# Sachsenheim
Sachsenheim es una ciudad alemana perteneciente al distrito de Luisburgo de Baden-Wurtemberg.
A 31 de diciembre de 2015 tiene 18 170 habitantes.
Se ubica unos 10 km al noroeste de la capital distrital Luisburgo.

## Historia
La actual ciudad era el territorio de una casa noble llamada "Sachsenheim", que tenía su sede en un antiguo castillo llamado Altsachsenheim cuyas ruinas se conservan a las afueras de la ciudad. En torno a 1400 se trasladó el centro de la casa noble al nuevo castillo de Großsachsenheim, un castillo de foso. En el territorio de la casa noble había dos localidades principales: Großsachsenheim, cuya existencia se conoce desde 1090 y que recibió el título de ciudad en 1495, y Kleinsachsenheim. Ambas localidades se incorporaron a Wurtemberg en 1561, al quedarse los Sachsenheim sin herederos.
Los cascos urbanos de las dos localidades se unieron gracias al desarrollo del ferrocarril al establecerse aquí una estación en 1853. La actual ciudad de Sachsenheim se fundó en 1971 mediante la fusión de los dos municipios originales, y extendió su territorio en 1973 al incorporar los municipios de Hohenhaslach, Ochsenbach, Spielberg y Häfnerhaslach.